# Un día cualquiera en Vulcano S.E.P. 2.0
Un día cualquiera en Vulcano S.E.P. 2.0 è il terzo album dei Fangoria, pubblicato nel 1993 dalle etichette Gasa e Warner Music.
Fa parte di una trilogia di album del gruppo usciti tra il 1992 e il 1995.
È stato realizzato un videoclip per la canzone En la Disneylandia del amor.

## Tracce
1. Son las cero horas, cero minutos (El tiempo tampoco es nuestro dios) - 1:31
2. Vuelve a la realidad - 4:13
3. En la Disneylandia del amor - 4:15
4. Rendirse no es perder - 4:54
5. Misterios - 5:24
6. Nada nuevo bajo el sol - 5:10
7. En la Disneylandia del amor (Non stop erotic cabaret mix) - 4:03
8. Rendirse no es perder (La remezcla que está triste y azul) - 5:20
9. Vuelve a la realidad (are you B12 experienced?) - 15:00